# Hernán Alemán
Hernán Claret Alemán Pérez (Cabimas, Zulia, Venezuela; 21 de mayo de 1955 - Bogotá, Colombia; 7 de julio de 2020) fue un político venezolano, que se desempeñó como alcalde de Cabimas en el estado Zulia, y diputado de la Asamblea Nacional.

## Carrera
Fue alcalde del municipio Cabimas de 1989 a 1996 y de 2000 a 2008.
Dos años después, fue elegido en 2010 diputado a la Asamblea Nacional para el periodo 2011-2015, donde integró la Comisión Permanente de Administración y Servicios.
En 2015 fue reelegido al órgano legislativo por el circuito 10 del estado Zulia para el periodo 2016-2021 por la coalición opositora de la Mesa de la Unidad Democrática, y a partir de 2016 integró la Comisión Permanente de Defensa y Seguridad.
Concejal del Distrito Bolívar, diputado y presidente del Consejo Legislativo del Estado Zulia CLEZ.
Precandidato a la Gobernación del estado Zulia en el año 2017.
El 16 de diciembre de 2019, por petición de la Asamblea Nacional Constituyente, el Tribunal Supremo de Justicia ordenó su enjuiciamiento y el de cuatro diputados más de la Asamblea Nacional, adjudicándole los cargos de «traición a la patria, instigación a la insurrección, usurpación de funciones» y «concierto para delinquir».
En mayo de 2020 encontrándose en Colombia, Alemán indicó que mantuvo conexiones con Clíver Alcalá y que incluso visitó campamentos de entrenamiento antes de que la Operación Gedeón tuviera lugar sin el conocimiento de su partido. Alemán venía siendo espiado en Colombia por Alejandro Olivares miembro de la Fuerzas de Acciones Especiales FAES, Olivares fue expulsado de Colombia por espionaje.

## Fallecimiento
Falleció en Colombia el 7 de julio del año 2020, a los sesenta y cinco años, debido a complicaciones asociadas al COVID-19.